# Garret Hobart
Pour les articles homonymes, voir Hobart (homonymie).
Garret Augustus Hobart, né le 3 juin 1844 à Long Branch (New Jersey) et mort le 21 novembre 1899 à Paterson (New Jersey), est un homme politique américain. Membre du Parti républicain, il est vice-président des États-Unis entre 1897 et 1899 dans l'administration du président William McKinley.

## Biographie
Avocat de profession, il se lance dans la politique et se fait élire à l'assemblée du New Jersey de 1872 à 1876 puis au Sénat de l'état de 1876 à 1882. 
En 1896, il est candidat républicain à la vice-présidence des États-Unis au côté de William McKinley et entre en fonction le 4 mars 1897. 
Garret Hobart meurt en fonction à Paterson (New Jersey), le 21 novembre 1899, âgé de 55 ans.